# Bullet Points
Bullet Points es el título de una serie limitada de cómics de 5 números con guion de J. M. Straczynski y dibujos de Tommy Lee Edwards publicada originalmente en 2007 por la editorial estadounidense Marvel.
En dicha serie se describe una ucronía dentro del Universo Marvel que se origina cuando el Doctor Abraham Erksine, inventor de una fórmula para crear supersoldados, es asesinado un día antes, el día 8 en lugar del 9 de diciembre de 1940, mientras estaba escoltado por el soldado Benjamin Parker, quien también muere. De esta manera, la historia del Universo Marvel cambia notablemente dado que Estados Unidos no puede contar con el Capitán América entre sus filas para la Segunda Guerra Mundial, y Peter Parker nunca llega a conocer a quien sería su tío Ben.

## Publicación
La editorial Marvel publicó en forma de cómics de 32 páginas los cinco números de la serie bajo su sello editorial Marvel Knights desde enero de 2007 a mayo de 2007 a razón de uno por mes. Posteriormente recopiló todos en un solo tomo.

### España
Con el título de Bullet Points: En el Punto de Mira, dentro de la colección 100% Marvel, la editorial Panini publicó en enero de 2008 un tomo que recopilaba los cinco números de la edición original.

## Trama
En la continuidad tradicional de los cómics del Universo Marvel, el doctor Erksine es asesinado el 9 de diciembre de 1940 tras inocular el suero de supersoldado a Steve Rogers, perdiéndose la fórmula original para siempre. Pero en esta ocasión su asesino, Wilhelm Schuller, ejecuta sus planes adelantándose un día. El resultado evita que alguien pueda convertirse en el Capitán América. Además, el disparo también hiere mortalmente al soldado que se encontraba custodiando al doctor, Benjamin Parker, quien hubiera sido el futuro tío de Peter Parker.
Sin la ayuda del supersoldado, el gobierno de los Estados Unidos se ve obligado a desarrollar otros planes, entre los que se encuentra el proyecto Iron Man. Desafortunadamente, para que tenga éxito, un voluntario ha de ser sometido a una peligrosa cirugía que le mantendrá unido para siempre a una pesada armadura. El joven recluta Steve Rogers es el único voluntario dispuesto a sacrificarse. Gracias al poder de la armadura Iron Man y al valor que infunde el patriotismo y entrega de Rogers, los estadounidenses lograr derrotar al ejército nazi en la Segunda Guerra Mundial.
Como resultado de estos hechos se desarrolla una fuerte carrera armamentísitca que lleva al gobierno de los Estados Unidos al desarrollo de una poderosa bomba gamma. En una de los pruebas del arma, es alcanzado por la radiación Peter Parker: un joven sin rumbo en su vida que carece de referente paterno alguno, criado por su tía, la viuda del soldado Benjamin Parker. Tras el accidente, cada vez que la ira se apodera del joven Peter se transforma en un feroz y poderosos ser de color verde, incapaz de razonar, que destroza todo a su alrededor. Steve Rogers intenta detenerlo, pero sucumbe ante la fuerza de Peter Parker y muere. Peter, horrorizado por lo que ha hecho, se esconde para siempre en el desierto, apartado de la humanidad.
Estados Unidos recibe un fuerte impacto con la terrible noticia de la muerte de Steve "Iron Man" Rogers cuando intentaba detener al monstruo verde. Además, se da a conocer la noticia de que un sabotaje a una nave lanzada al espacio para investigar los rayos cósmicos ha causado la muerte de los cuatro jóvenes astronautas que iban a bordo.
Pero en realidad no mueren todos los tripulantes de la nave. Reed Richards, un brillante científico, sobrevive aunque con graves secuelas, como la pérdida de un ojo. Apesadumbrado por la muerte de su prometida Sue Storm en el accidente, decide hacer creer al mundo que no sobrevivió y afronta el encargo de dirigir la agencia S.H.I.E.L.D., encargada de la seguridad del país.
Bajo su mando, se recluta nuevos talentos, como un médico que se ha visto obligado a abandonar su carrera tras un accidente automovilístico que le ha incapacitado las manos (quien sería el Doctor Extraño, en la continuidad original) que desarrolla para la agencia un endoesqueleto irrompible armado con garras en los antebrazos.
O el científico Bruce Banner a quien encarga la tarea de investigar la explosión que dio origen a los poderes de Peter Parker. Mientras estudiaba una araña irradiada recogida en el lugar de la detonación, Banner es picado por el arácnido. De este modo, Banner se transforma en un ser mitad araña y mitad humano que con la ayuda de S.H.I.E.L.D. y Reed Richards, logra reprimir sus instintos animales y acaba trabajando como superhéroe para el gobierno, enfundado en un traje negro similar al traje clásico de Spider-Man en la continuidad tradicional.
Para la organización también trabajará Anthony Stark (creador y portador la mayoría de las veces de la armadura Iron Man en la continuidad tradicional), interesado en proyecto Iron Man e incluso llegando a seguir los pasos de Steve Rogers y ponérsela en contra de las órdenes de Richards.
El curso de la historia ha cambiado considerablemente, desde el prematuro asesinato del doctor Erksine, pero hay otros hechos que han permanecido inalterables: Galactus, junto con su heraldo Silver Surfer, llega dispuesto a acabar con el planeta, devorándolo.
El devenir de los acontecimientos se ve alterado al no existir en esta realidad el supergrupo Los 4 Fantásticos, lo que lleva a la práctica aniquilación de todos los héroes de la Tierra. Pero entonces, de su exilio vuelve Peter quien, empujado por el recuerdo del amor que sentía hacia su tía y el pesar de haberla hecho sufrir, ataca una y otra vez a Galactus. Silver Surfer, conmovido por el arrojo y humanidad que demuestra el monstruo, se enfrenta al devorador de mundos y salva a la Tierra de su destrucción.
- Datos: Q3646856